# Uredo maprouneae
Uredo maprouneae é uma espécie  do gênero Uredo.  